# Miss Honduras Universo 2019
Miss Honduras Universo 2019 Fue la 57.ª edición de Miss Honduras Universo correspondiente al año 2019; se llevó a cabo en el Infinity Bay Spa & Beach Resort en la Isla Roatán el 26 de octubre de 2019. 23 candidatas provenientes de diferentes ciudades y departamentos del país compitieron por el título, al final del evento Vanessa Villars, Miss Honduras Universo 2018, coronó a Rosemary Arauz de San Pedro Sula como Miss Honduras Universo 2019.

## Resultados
| Resultados Final                                          | Candidatas |
| --------------------------------------------------------- | --- |
| Miss Honduras Universo 2019                               | - San Pedro Sula - Rosemary Arauz                                                                                          |
| Primera Finalista                                         | - Olancho - Maira Alejandra Fuentes                                                                                        |
| Segunda Finalista (Miss Honduras Continentes Unidos 2020) | - Tegucigalpa - Kennia Mondragón                                                                                           |
| Tercera Finalista                                         | - Copán - Cecilia Rossell                                                                                                  |
| Cuarta Finalista                                          | - Puerto Cortés - Jennifer Figueroa                                                                                        |
| Quinta Finalista                                          | - Colón - Jasmín Oseguera                                                                                                  |
| Semifinalistas (Top 10)                                   | - Choluteca - Elissa Velásquez - El Paraíso - Jennifer Baquedano - Santa Bárbara - Mariela Andrade - Tela - Charlyn Walter |

### Premiaciones Especiales
Las siguientes premiaciones fueron otorgadas en la noche final.
| Premio        | Candidata Ganadora      |
| ------------- | ----------------------- |
| Miss Internet | Roatán - Darina Guillén |

## Candidatas
23 candidatas competirán por el título: (En la siguiente tabla se ubica el nombre completo de la candidata, edad, estatura exacta y su ciudad natal o residencia):
| Departamento/municipio | Concursante                 | Edad | Residencia          |
| ---------------------- | --------------------------- | ---- | ------------------- |
| Atlántida              | Loren Dolmo                 |      | La Ceiba            |
| Choluteca              | Elissa Velásquez            |      | Choluteca           |
| Colón                  | Jasmín Oseguera Figueroa    |      | Trujillo            |
| Copán                  | Cecilia Rossell             |      | Santa Rosa de Copán |
| El Paraíso             | Jennifer Baquedano          |      | Danlí               |
| Guanaja                | Sherry S. Martínez Tatum    |      | La Ceiba            |
| La Ceiba               | Julissa Torres              |      | La Ceiba            |
| Lempira                | Nixa Jasmine Chavarría      |      | Gracias             |
| Olancho                | Maira Alejandra Fuentes     |      | Juticalpa           |
| Ocotepeque             | Kim Vianela Ulloa           |      | Roatán              |
| Puerto Cortés          | Jennifer Figueroa           |      | Puerto Cortés       |
| Roatán                 | Danira Morales Guillén      |      | Roatán              |
| San Pedro Sula         | Rosemary Natalí Arauz Mejía | 26   | San Pedro Sula      |
| Santa Bárbara          | Mariela Alejandra Andrade   |      | Santa Bárbara       |
| Tegucigalpa            | Kennia Mondragón            |      | Tegucigalpa         |
| Tela                   | Charlyn Galeanos Walter     |      | Tela                |
| Utila                  | Tori Deras                  |      | Utila               |